# Воробей Андрій Олексійович
Андрі́й Олексі́йович Воробе́й  (29 листопада 1978, Донецьк) — колишній український футболіст. 3-разовий чемпіон України у складі Шахтаря (Донецьк). Найкращий бомбардир чемпіонату України 2000/01 та кубку України 2000/01, 2001/02 та 2002/03. Чвертьфіналіст чемпіонату світу 2006 року. Футболіст року в Україні (2000). Заслужений майстер спорту України.

## Клубна кар'єра

### Шахтар
Вихованець групи підготовки ФК «Шахтар» (тренер Олександр Іванович Пожидаєв). За основний склад «Шахтаря» грав з 1997 по 2007 рік. За цей час став чемпіоном України 2002, 2005 та 2006 років, срібним призером чемпіонатів України 1999, 2000 та 2001 років, а також володарем Кубка України 2001 і 2002 та Суперкубка України 2005. Крім того, в сезоні 2000/01 став найкращим бомбардиром чемпіонату України з 21 голом та кубку України (6 голів). Після того ще два сезони поспіль Андрій з 5 м'ячами ставав найкращим бомбардиром національного кубку. Всього за «гірників» провів в усіх турнірах 319 матчів і забив 114 голів, завдяки чому став членом Клубу бомбардирів Олега Блохіна.

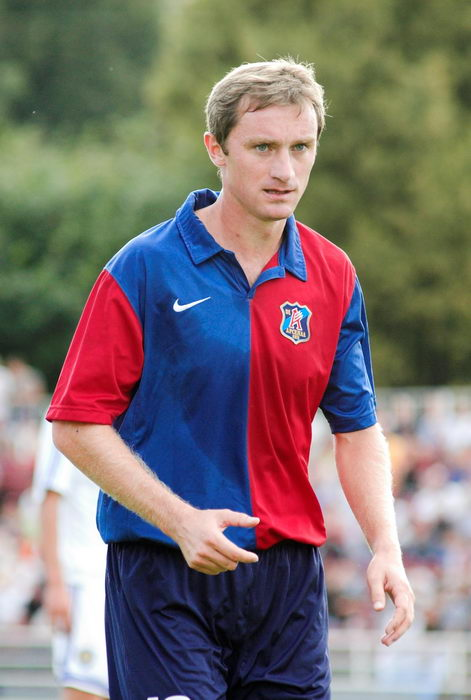
Андрій Воробей під час виступів за «Арсенал». 15 серпня 2009 року

.

### Дніпро
Влітку 2007 року перейшов в дніпровський «Дніпро», сума трансферу склала 2,5 мільйонів євро. У сезоні 2009/10 грав за прем'єр-ліговий київський «Арсенал» на правах оренди. 30 квітня 2010 року, відзначившись забитим голом у грі проти полтавської «Ворскли», довів лік м'ячам, забитим у вищому дивізіоні чемпіонату України, до 100 та увійшов таким чином до символічного Клубу Сергія Реброва.

### Металіст
28 травня 2010 року перейшов у харківський «Металіст», за який грав до кінця 2012 року.

### Геліос
На початку 2013 року перейшов у першоліговий «Геліос» з Харкова на правах оренди у зв'язку з тим, що у нього був конфлікт з головним тренером «Металіста» Мироном Маркевичем. У тому ж 2013 році контракт з «Металістом» закінчився і Воробей став вільним агентом.
Всього за кар'єри на професійному клубному рівні зіграв у 348 матчах і забив 141 гол. Серед них в чемпіонатах України провів 320 матчів, в яких забив 105 голів, в кубку України зіграв 49 ігор і забив 23 голи, а у єврокубках зіграв 67 ігор, забив 13 голів. Також зіграв у двох перших розіграшах Суперкубка України, проте голів не забивав

### Аматорський футбол
В травні 2015 року став виступати в чемпіонаті Київської області за «Десну» з Погребів.

## Збірна
Виступав за молодіжну збірну України (11 ігор, 3 голи).
31 травня 2000 року дебютував за національну збірну України в товариській грі проти збірної Англії на «Вемблі». Українці поступились 0:2, а Воробей вийшов на поле на 71 хвилині замість одноклубника Сергія Попова. В складі збірної брав участь у чемпіонаті світу 2006 року, де зіграв у чотирьох з п'яти матчів і допоміг команді досягти чвертьфіналу мундіалю.
Останній матч за збірну провів 26 березня 2008 року в товариській грі проти збірної Сербії (2:0) в Києві, де вийшов на поле на 89 хвилині замість Дениса Голайдо.

## Статистика виступів

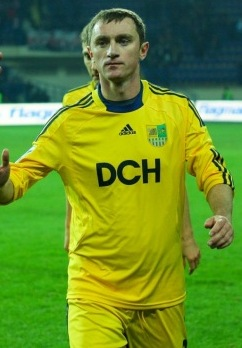
Андрій Воробей під час виступів за «Металіст». 16 жовтня 2010 року.

| Сезон     | Клуб                       | Ліга         | Чемпіонат | Чемпіонат | Кубок | Кубок | Єврокубки | Єврокубки | Збірна | Збірна |
| Сезон     | Клуб                       | Ліга         | Ігри      | Голи      | Ігри  | Голи  | Ігри      | Голи      | Ігри   | Голи   |
| --------- | -------------------------- | ------------ | --------- | --------- | ----- | ----- | --------- | --------- | ------ | ------ |
| 1994—1995 | «Шахтар-2» (Донецьк)       | Друга ліга   | 16        | 4         | 0     | 0     | 0         | 0         | 0      | 0      |
| 1995—1996 | «Шахтар-2» (Донецьк)       | Друга ліга   | 30        | 4         | 3     | 2     | 0         | 0         | 0      | 0      |
| 1996—1997 | «Шахтар-2» (Донецьк)       | Друга ліга   | 24        | 7         | 1     | 0     | 0         | 0         | 0      | 0      |
| 1997—1998 | «Шахтар» (Донецьк)         | Вища ліга    | 9         | 0         | 2     | 0     | 0         | 0         | 0      | 0      |
| 1997—1998 | «Шахтар-2» (Донецьк)       | Друга ліга   | 19        | 6         | 0     | 0     | 1         | 0         | 0      | 0      |
| 1998—1999 | «Шахтар» (Донецьк)         | Вища ліга    | 18        | 11        | 4     | 2     | 3         | 0         | 0      | 0      |
| 1998—1999 | «Шахтар-2» (Донецьк)       | Перша ліга   | 3         | 2         | 0     | 0     | 0         | 0         | 0      | 0      |
| 1999—2000 | «Шахтар» (Донецьк)         | Вища ліга    | 24        | 15        | 2     | 0     | 2         | 0         | 1      | 0      |
| 2000—2001 | «Шахтар» (Донецьк)         | Вища ліга    | 24        | 21        | 5     | 6     | 12        | 7         | 10     | 2      |
| 2001—2002 | «Шахтар» (Донецьк)         | Вища ліга    | 25        | 9         | 6     | 5     | 6         | 2         | 10     | 2      |
| 2002—2003 | «Шахтар» (Донецьк)         | Вища ліга    | 29        | 8         | 6     | 5     | 4         | 1         | 10     | 1      |
| 2003—2004 | «Шахтар» (Донецьк)         | Вища ліга    | 29        | 9         | 5     | 2     | 6         | 0         | 5      | 0      |
| 2004—2005 | «Шахтар» (Донецьк)         | Вища ліга    | 29        | 4         | 7     | 1     | 13        | 1         | 9      | 0      |
| 2005—2006 | «Шахтар» (Донецьк)         | Вища ліга    | 16        | 1         | 3     | 0     | 3         | 1         | 11     | 2      |
| 2006—2007 | «Шахтар» (Донецьк)         | Вища ліга    | 16        | 2         | 6     | 1     | 4         | 0         | 7      | 1      |
| 2007—2008 | «Дніпро» (Дніпропетровськ) | Вища ліга    | 26        | 7         | 1     | 0     | 3         | 1         | 5      | 1      |
| 2008—2009 | «Дніпро» (Дніпропетровськ) | Прем'єр-ліга | 21        | 5         | 1     | 0     | 2         | 0         | 0      | 0      |
| 2009—2010 | «Арсенал» (Київ)           | Прем'єр-ліга | 23        | 9         | 1     | 0     | 0         | 0         | 0      | 0      |
| 2010—2011 | «Металіст»                 | Прем'єр-ліга | 20        | 4         | 1     | 0     | 8         | 0         | 0      | 0      |
| 2011—2012 | «Металіст»                 | Прем'єр-ліга | 5         | 0         | 0     | 0     | 0         | 0         | 0      | 0      |
| 2012—2013 | «Металіст»                 | Прем'єр-ліга | 1         | 0         | 1     | 1     | 0         | 0         | 0      | 0      |
| 2012—2013 | «Геліос»                   | Перша ліга   | 6         | 0         | 0     | 0     | 0         | 0         | 0      | 0      |

## Титули та досягнення

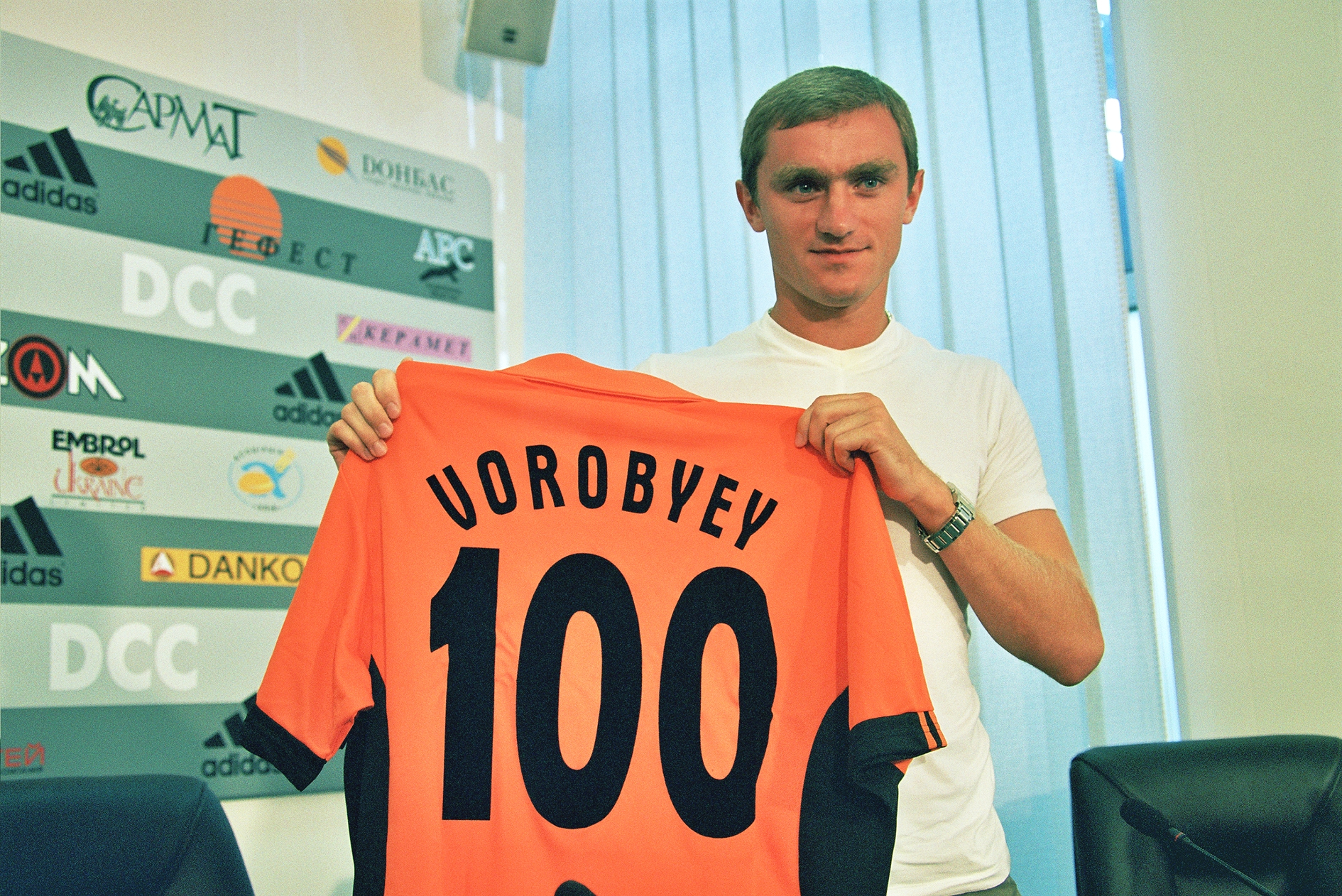
Андрій Воробей з символічною футболкою «Шахтаря» в честь 100 забитих голів за клуб.

- Чвертьфіналіст Чемпіонату світу з футболу — 2006
- Чемпіон України (3) — 2002, 2005, 2006
- Срібний призер чемпіонату України(8) — 1998, 1999, 2000, 2001, 2003, 2004, 2007, 2013
- Бронзовий призер чемпіонату України (2) — 2011, 2012
- Володар Кубка України (3) — 2001, 2002, 2004
- Фіналіст Кубка України (3) — 2003, 2005, 2007
- Володар Суперкубка України (1) — 2005
- Фіналіст Суперкубка України (1) — 2004
- Футболіст року в чемпіонаті України: 2000
- Найкращий бомбардир чемпіонату України сезону 2000/2001 — 21 м'яч
- Найкращий бомбардир кубка України сезону 2000/2001 — 6 м'ячів, 2001/2002 — 5 м'ячів, 2002/2003 — 5 м'ячів.
- Член клубу Олега Блохіна: 152 забитих м'ячі[8]
- Входить в Клуб Сергія Реброва, так як забив більше 100 голів у вищому дивізіоні України.
- Кавалер ордена «За мужність» III ступеня[9].